# 国鉄キハ32形気動車
キハ32形気動車（キハ32がたきどうしゃ）は、1987年に日本国有鉄道（国鉄）が四国向けに設計・製造した暖地向け一般形気動車。
本項では、トロッコ列車用に四国旅客鉄道（JR四国）が新造したキクハ32形についても述べる。

## 概要
国鉄分割民営化を前に、新会社の経営基盤が脆弱になると予測された北海道、四国、九州エリアに残っていたキハ20系などの老朽車両を取り替える目的で製造された気動車の一形式で、第三セクター鉄道用気動車をベースに国鉄仕様で設計されたものである。部品には廃車発生品やバス用部品などを多用して軽量化と製造コスト低減を図っており、同時期に同目的で製造された北海道・四国向けのキハ54形、九州向けのキハ31形とは共通項が多い。
1987年、国鉄分割民営化までに新潟鐵工所および富士重工業で計21両が製造された。民営化後は全車が四国旅客鉄道（JR四国）に継承された。

## 構造

### 車体
製造コストを低減するため普通鋼製車体とされたが、同時期にメーカー2社が手がけていた第3セクター鉄道向け軽快気動車の設計手法により構造や材料が見直され、キハ40系などの従来車よりも大幅な軽量化が図られている。また、閑散路線での使用を前提として、車体全長を国鉄車両の基本である20 mより4 m短縮した16 mとし、さらに車体幅も2.7 mに抑えられ、当時の国鉄の旅客車両としては最小の車両となった。
側窓は従来通りのユニット窓であるが、客用扉とドアエンジンは工作の簡易化とコストダウンを目的としてバス用の2枚折戸のものを転用とした。この扉は自動・半自動の切り替えが可能であるが、半自動動作時は手動によるドア開閉となる。なお、トンネル通過時に折り戸が風圧でばたつく事例が発生したため、ドアロックが設置された。
ワンマン運転を前提とした構造であり、客用扉は両車端部に設けられている。運転室は半室構造で乗務員扉は設置されず、運転室とは反対側の客用扉横に車掌用の前方後方安全確認のための小窓が設置されている。ワンマン運転対応工事の施工時にバックミラーが車体に装備されたが、のちに各駅のホーム上に後方確認用ミラーが設置されたため、撤去されている。
前面は中央に貫通扉を配した3枚窓である、前面窓下に前照灯と尾灯を設けている。運転室窓上にバス用の手動式が転用した行先表示器（当初は種別表示器として使用）を設置し、側面には行先票受けを取り付けている。スカートは当初設置されていなかったが、2010年頃より、簡易的なスカートとして鉄棒が装着された。これは予土線の沿線で増加するシカとの衝突時に車両の下へ巻き込まないための措置である。
製造当初の車体塗装は、アイボリー地に、側面に斜めのストライプ（地域を象徴する色として徳島が藍色、高知が臙脂色、松山が蜜柑色）を配しており、前面腰部には側面と同じ色のストライプを入れていた。のちに全車がJR四国のコーポレートカラーである水色に塗り替えられた。

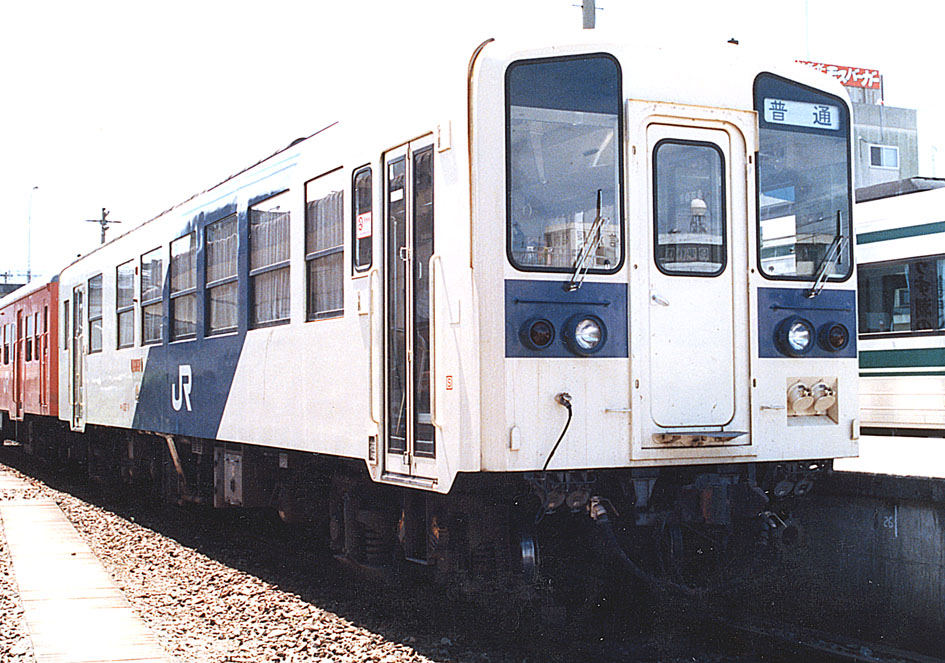
キハ32 所属：徳島気動車区 製造：新潟鐵工所
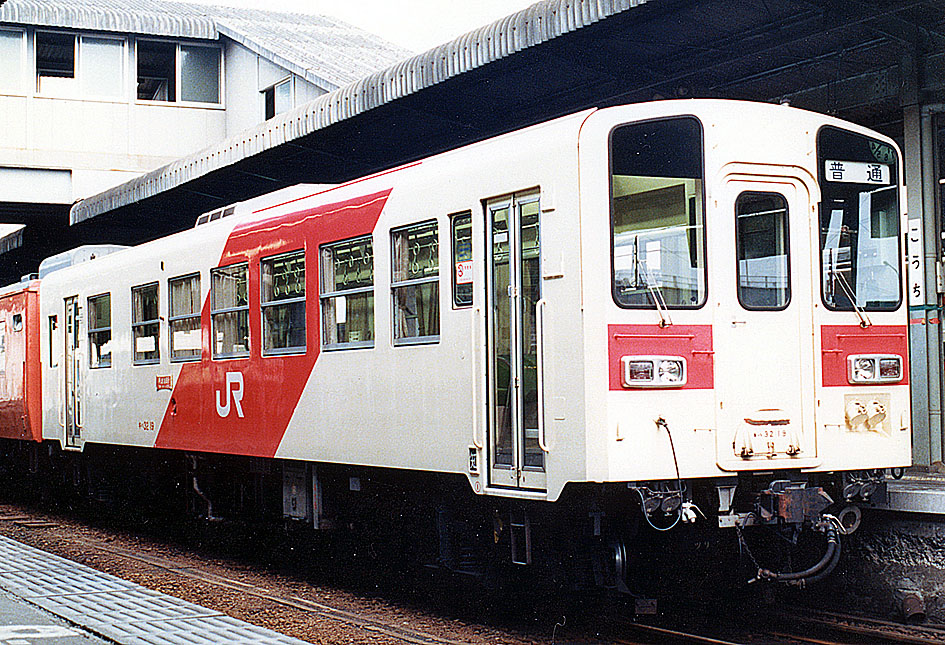
キハ32 19 所属：高知運転所 製造：富士重工業

### 車内設備
座席は後述のイベント用改造列車を除きすべてロングシートで、トイレは設置されていない。ワンマン運転のための運賃箱や運賃表示器、整理券発行機の設置を考慮した構成となっており、運転室も低い位置に設けられ、室内を広く見渡せる構造としている。JR四国発足後の1988年（昭和63年）に全車がワンマン運転対応改造を受けた。
冷房装置はエンジン直結式を装備している。暖房はエンジンの廃熱を利用するもので、ヒーター本体には「バスヒーター」と表記されたプレートが貼付されている。

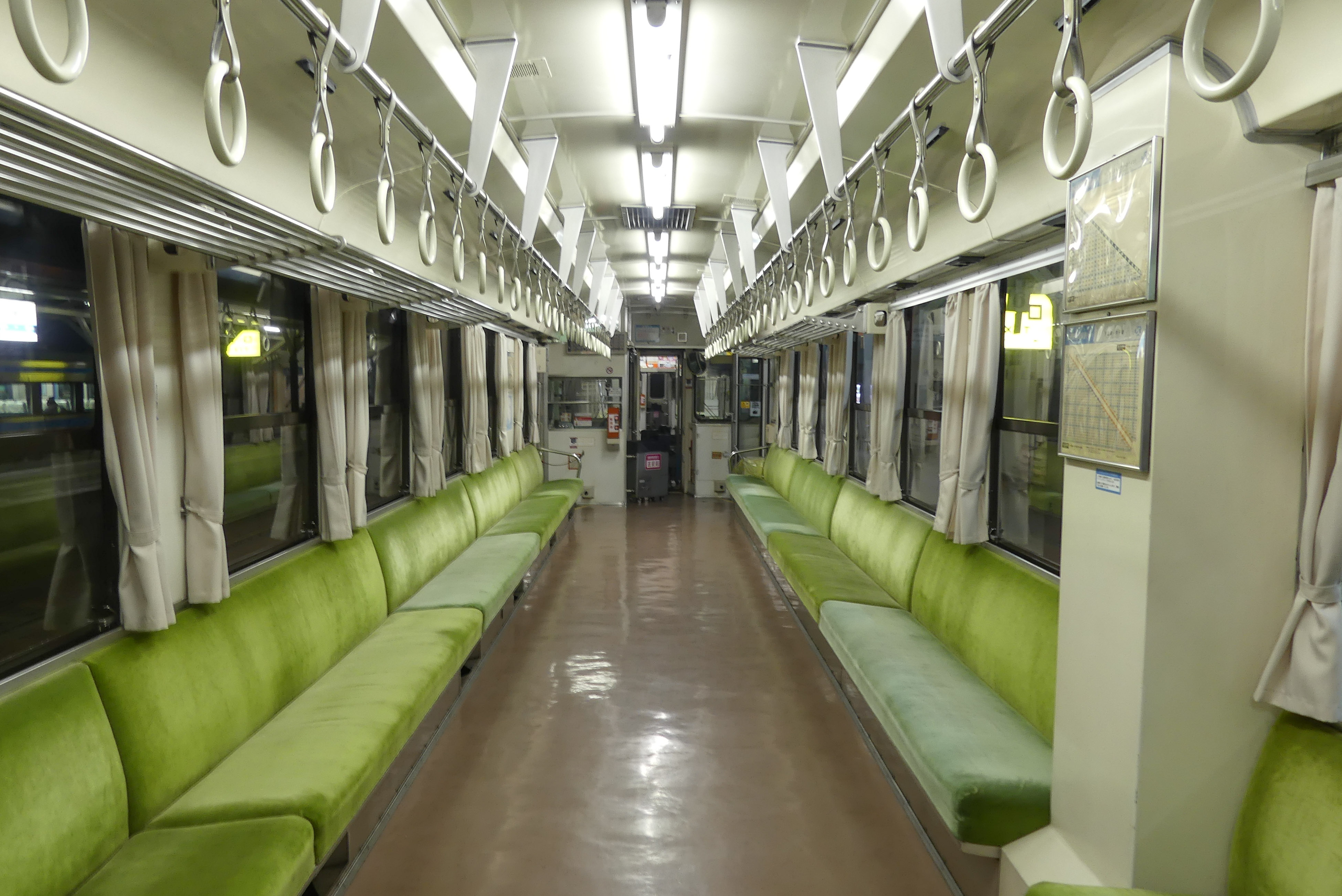
キハ32形の車内 座席はすべてロングシート

### 主要機器
エンジンは新型の直噴機関が搭載されたが、それ以外の多くは製造コスト抑制のために旧型気動車からの廃車発生部品を使用しており、また、運用上の要請から在来一般形気動車との併結運転が可能な構造となっている。

### エンジン・変速機
キハ31形とほぼ同一である。エンジンは、新潟鐵工所（現・新潟原動機）製のDMF13HS (250 PS / 1900 rpm) を1基搭載する。液体変速機は廃車発生品のTC2AおよびDF115Aを再利用している。

### 電気関係
力行回路に戸閉め連動回路を追加したほか、戸閉め装置に光電管方式による検出回路を連動させた。コストダウンのため、押しボタンスイッチの一部に市販品を採用した。

### 台車
廃車発生品を小改造した金属バネ台車のDT22G（動台車）・TR51E（付随台車）を使用している。またブレーキ装置もキハ20系と同一のDA1Aが流用されたため、最高速度は95km/hに制限されている。勾配線区に運用されるようになった際に空転し運転できないことがあったため、1990年に動台車に砂撒き装置を取り付けた。

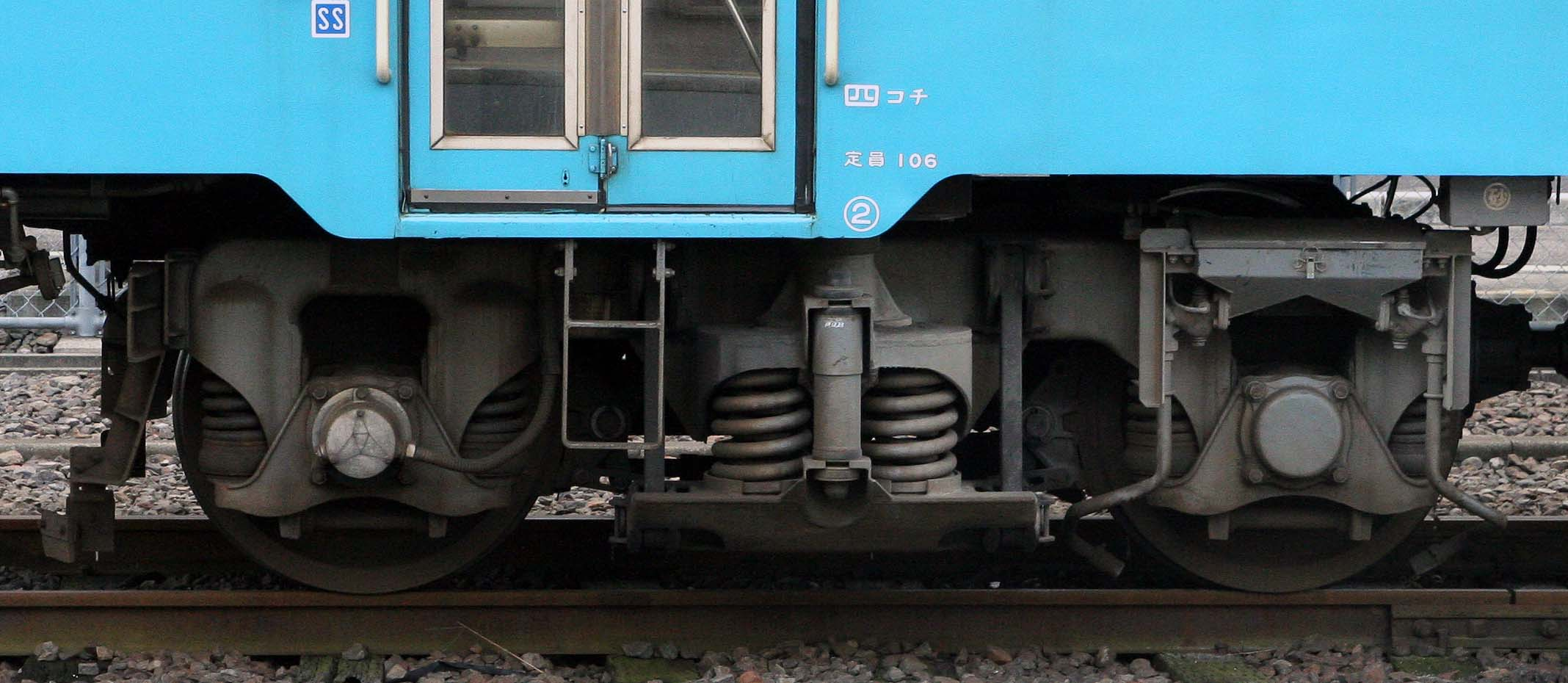
DT22G（動台車）
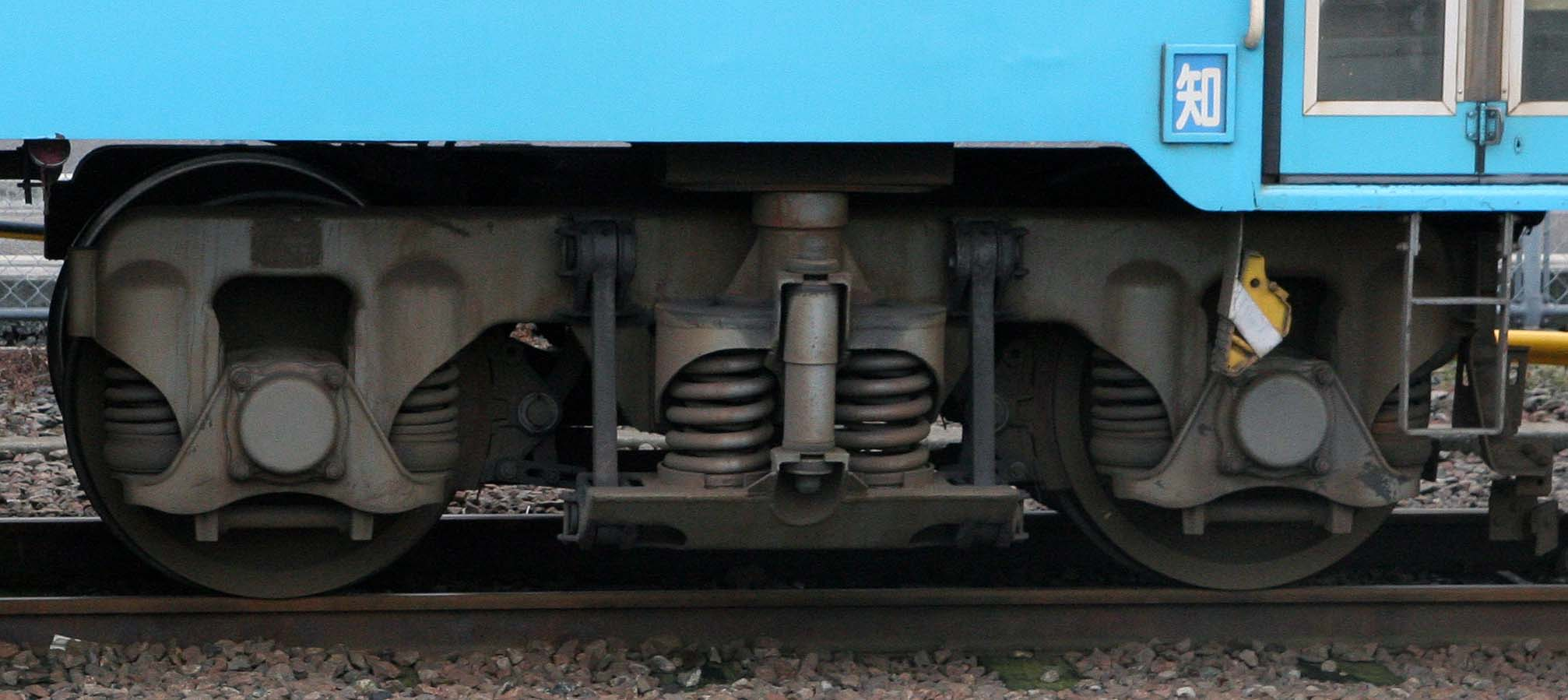
TR51E（付随台車）

### 燃料タンク
中・短距離運用に充当することが想定されていたため自動車用の燃料タンク（300 l）が搭載されていたが、高知運転所のキハ54形が予讃線へ運用拡大した際、それまでキハ54形で運用されていた土讃線多度津 - 土佐山田間のワンマン列車の一部が本形式に置き換えられたため、長距離運用の増加を考慮して高知運転所配置車両の燃料タンクが増積された。

### メーカー別の構造の差異
新潟鐵工所製のキハ32 1 - 11は前照灯・尾灯は独立した丸形、窓サッシは黒色であるのに対し、富士重工業製のキハ32 12 - 21は前照灯・尾灯はユニット化された角形、窓サッシは無塗装という差異がある。
側窓の縦寸法にもメーカー間で差異があり、新潟鐵工所製の車両のほうが窓の上端位置がわずかに高い。また、冷房吹き出し口の形状も異なる。

## 運用
製造後は四国総局内の松山運転所に7両、徳島運転所に8両、高知運転所に6両が配置され、1987年3月6日に営業運転を開始した。
1988年よりワンマン運転を開始した。その後、1000形の徳島運転所への新製配置により同所配置車は松山・高知へ転出し、2024年3月末時点では、松山運転所に16両、高知運転所に5両が配置され、予讃・内子線（松山 - 内子 - 伊予大洲 - 宇和島間および伊予灘線）・予土線・土讃線（高知 - 伊野間）で運用されていた。
土讃線（高知 - 伊野間）での運用は2025年3月に終了し、現在は予讃線（松山～宇和島）と内子線、予土線の全線で運用されている。

### イベント用改造車
キハ32 4は観光列車「海洋堂ホビートレイン」に改造されて独自の塗色となり、2011年7月9日から営業運転されている。その後、2013年に内外装をリニューアルしている。
予土線で運用しているキハ32 3を改造し「鉄道ホビートレイン」として2014年3月15日から運行している。0系新幹線をモチーフとして、窪川側に0系の前頭部を模した大型のユニットが装着された（宇和島側は連結運用に対応するためラッピングのみ施工）ほか、HOゲージ鉄道模型のショーケースを設置している。運賃表示器には、予土線の全駅に加えて東海道新幹線の開通当時から存在する12駅の駅名が記されている（新幹線の駅からの運賃は表示しない）。

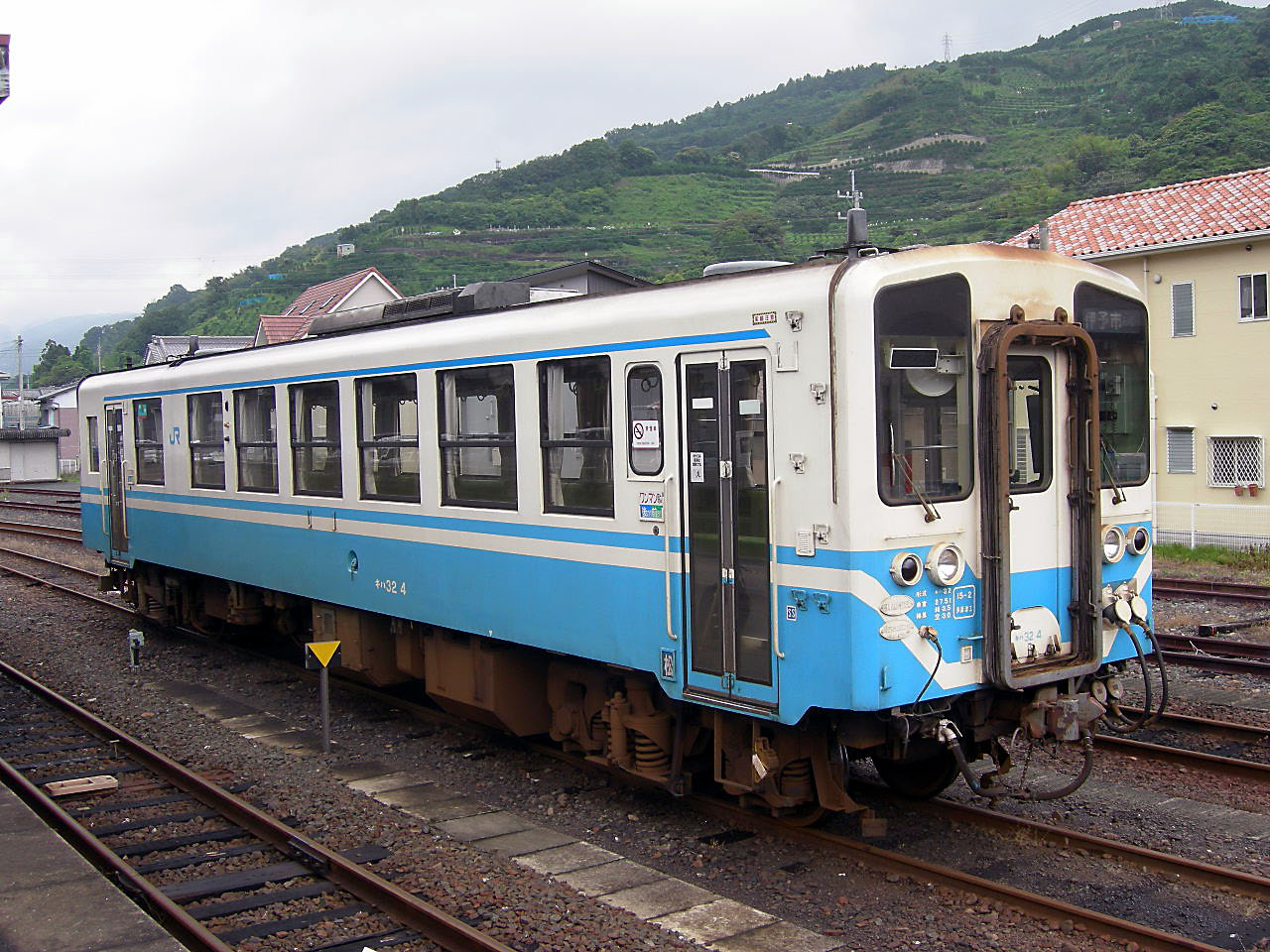
キハ32 4 所属：松山運転所 製造：新潟鐵工所
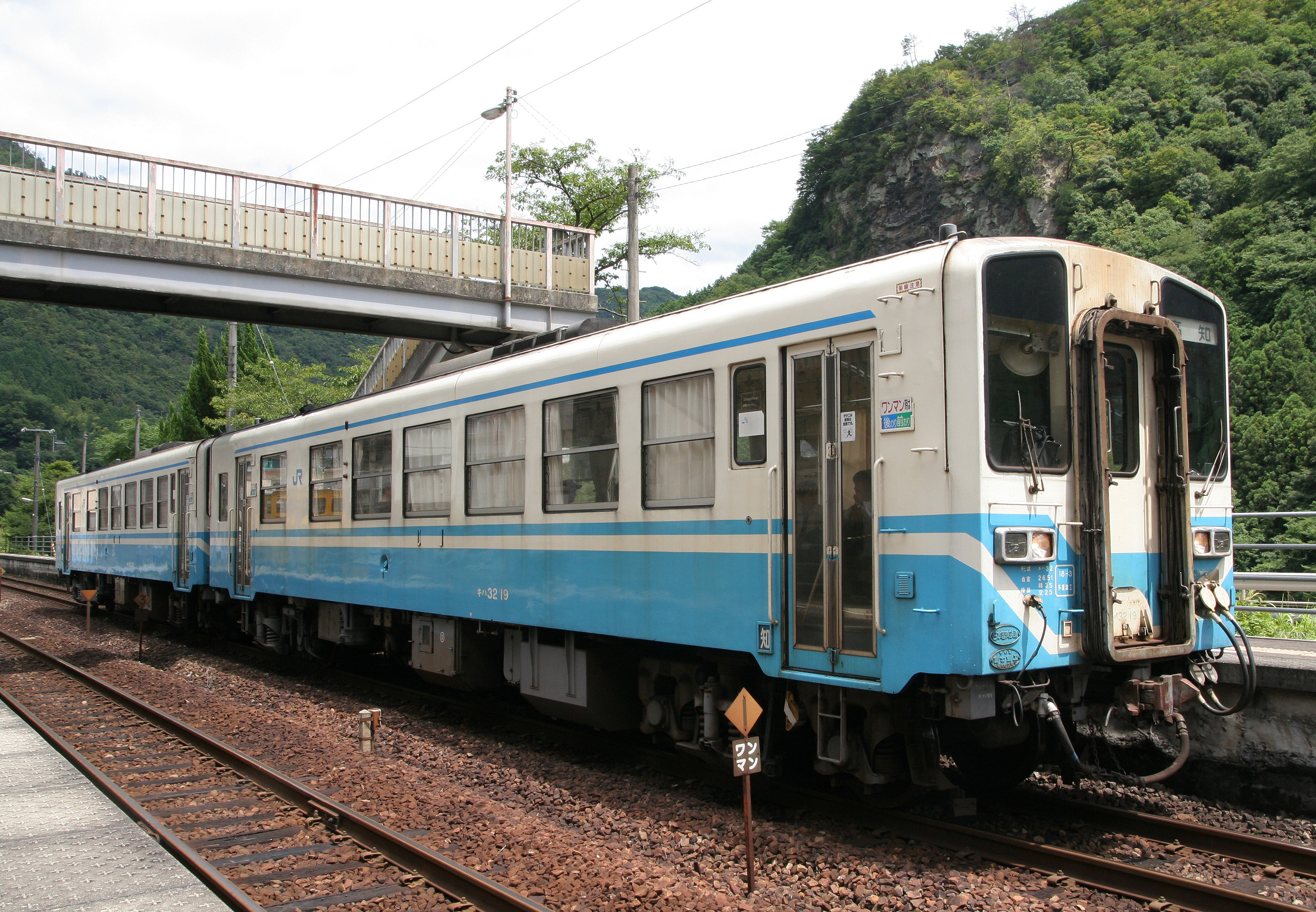
キハ32 19・20 所属：高知運転所 製造：富士重工業
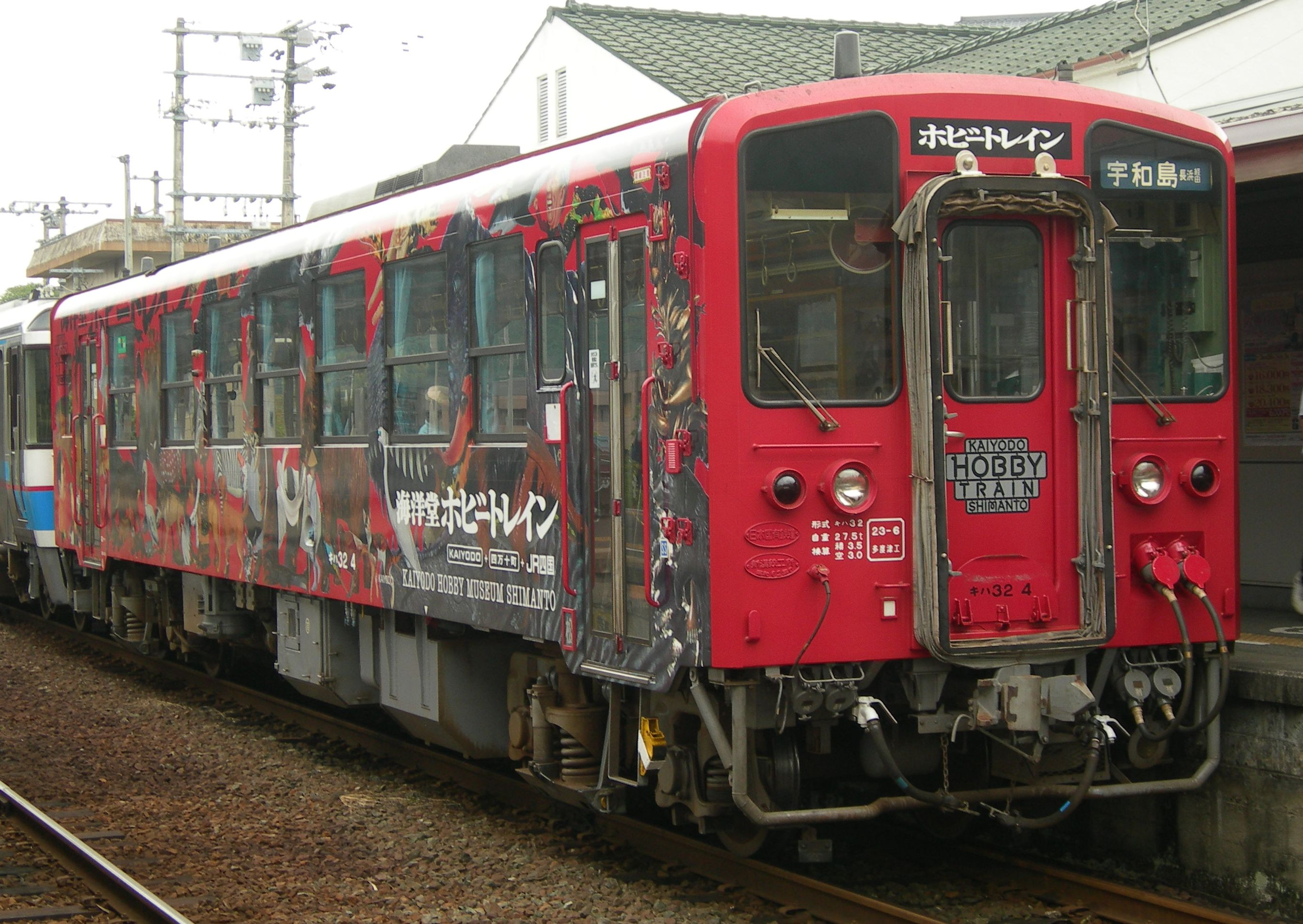
キハ32 4（海洋堂ホビートレイン） 所属：松山運転所 製造：新潟鐵工所
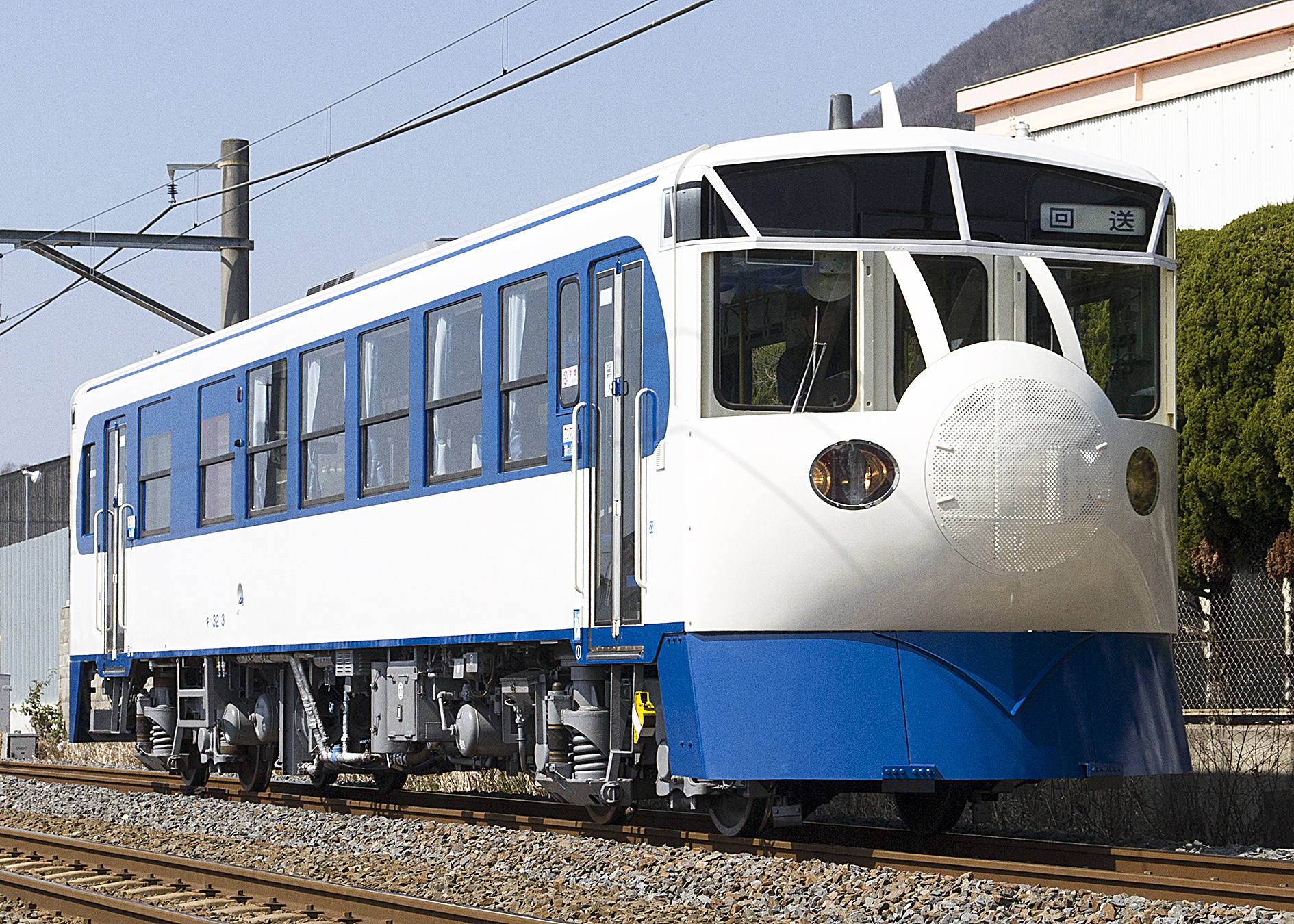
キハ32 3（鉄道ホビートレイン） 所属：松山運転所 製造：新潟鐵工所
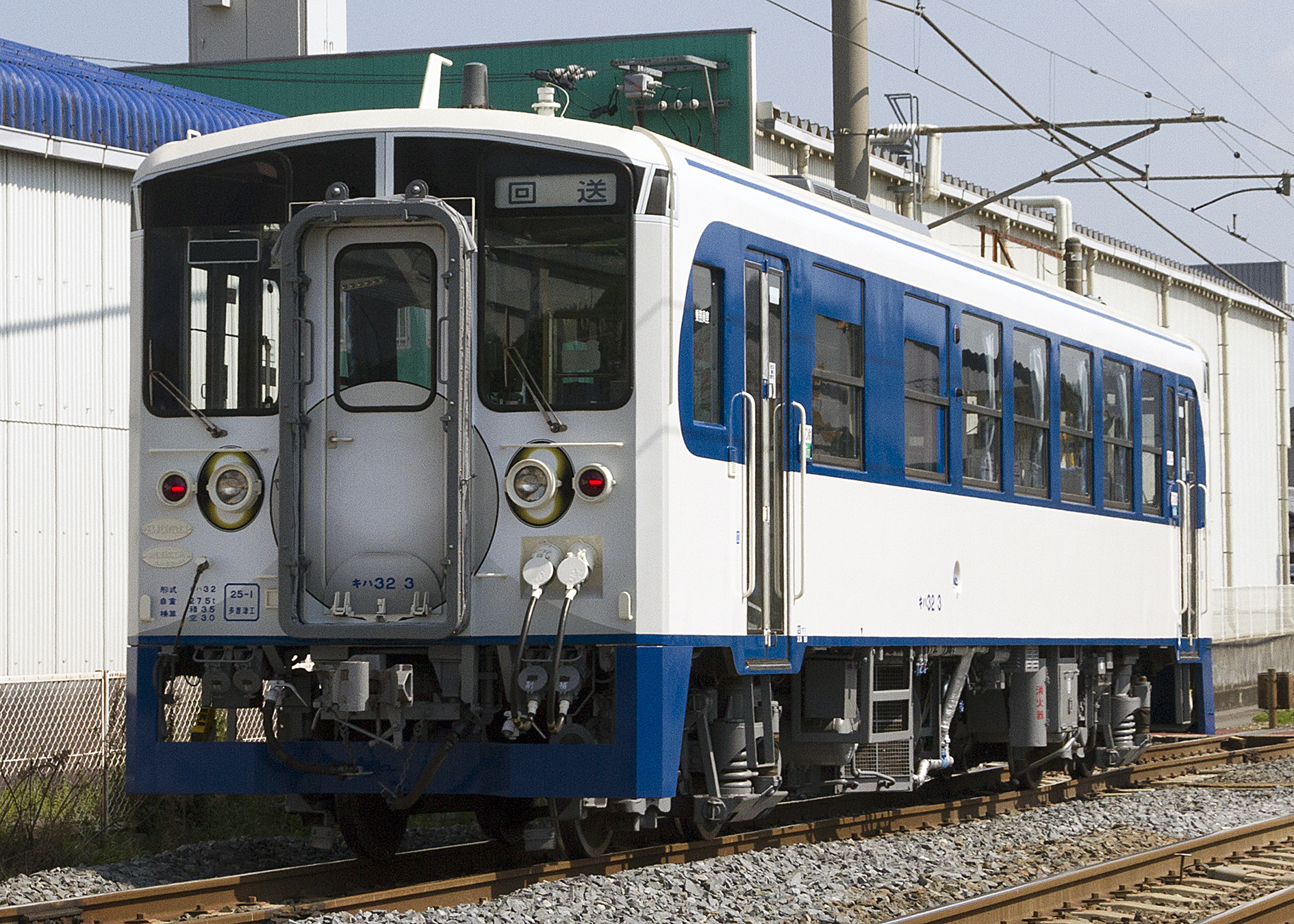
キハ32 3（鉄道ホビートレイン） 所属：松山運転所 製造：新潟鐵工所
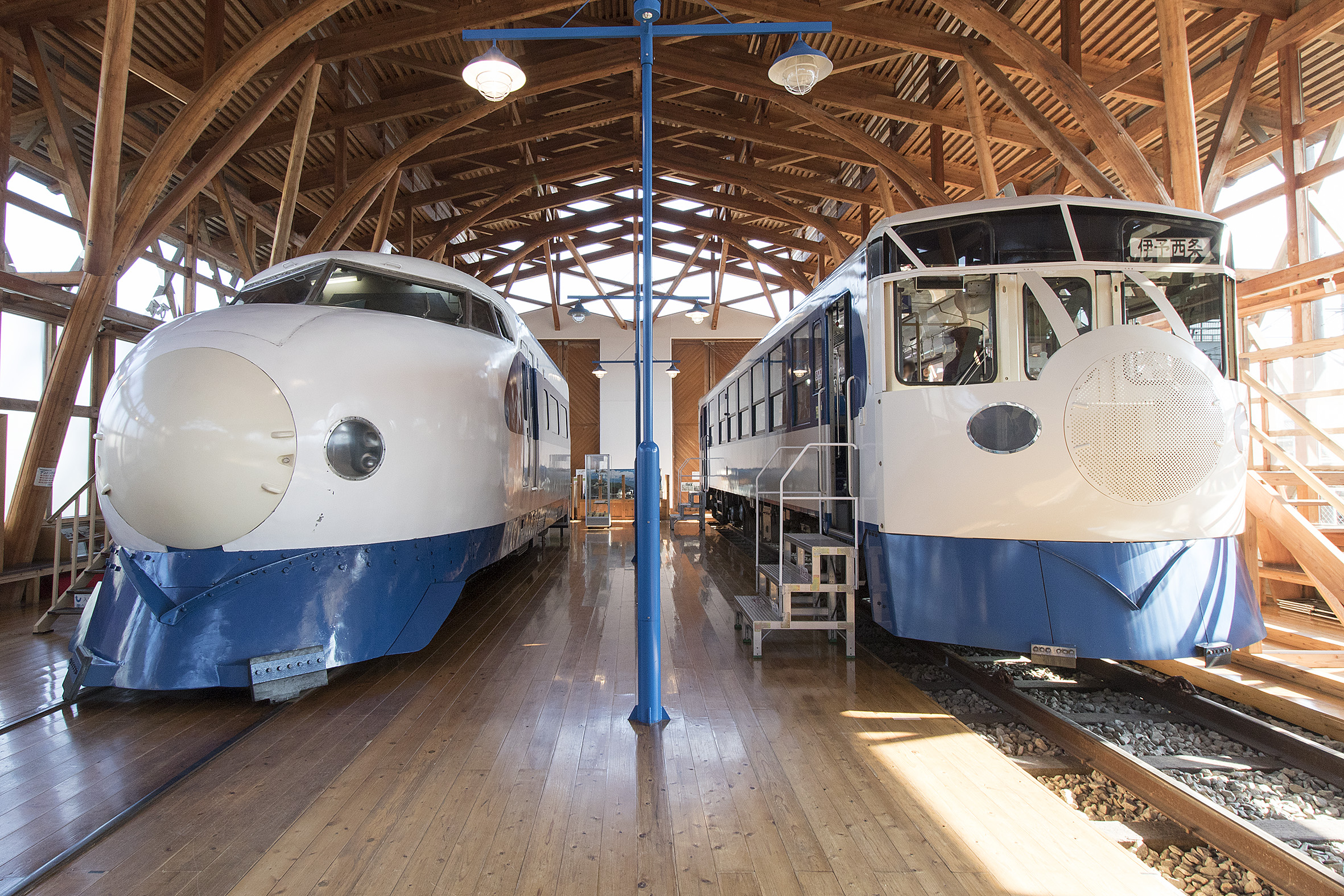
0系 21-141と鉄道ホビートレイン キハ32 3
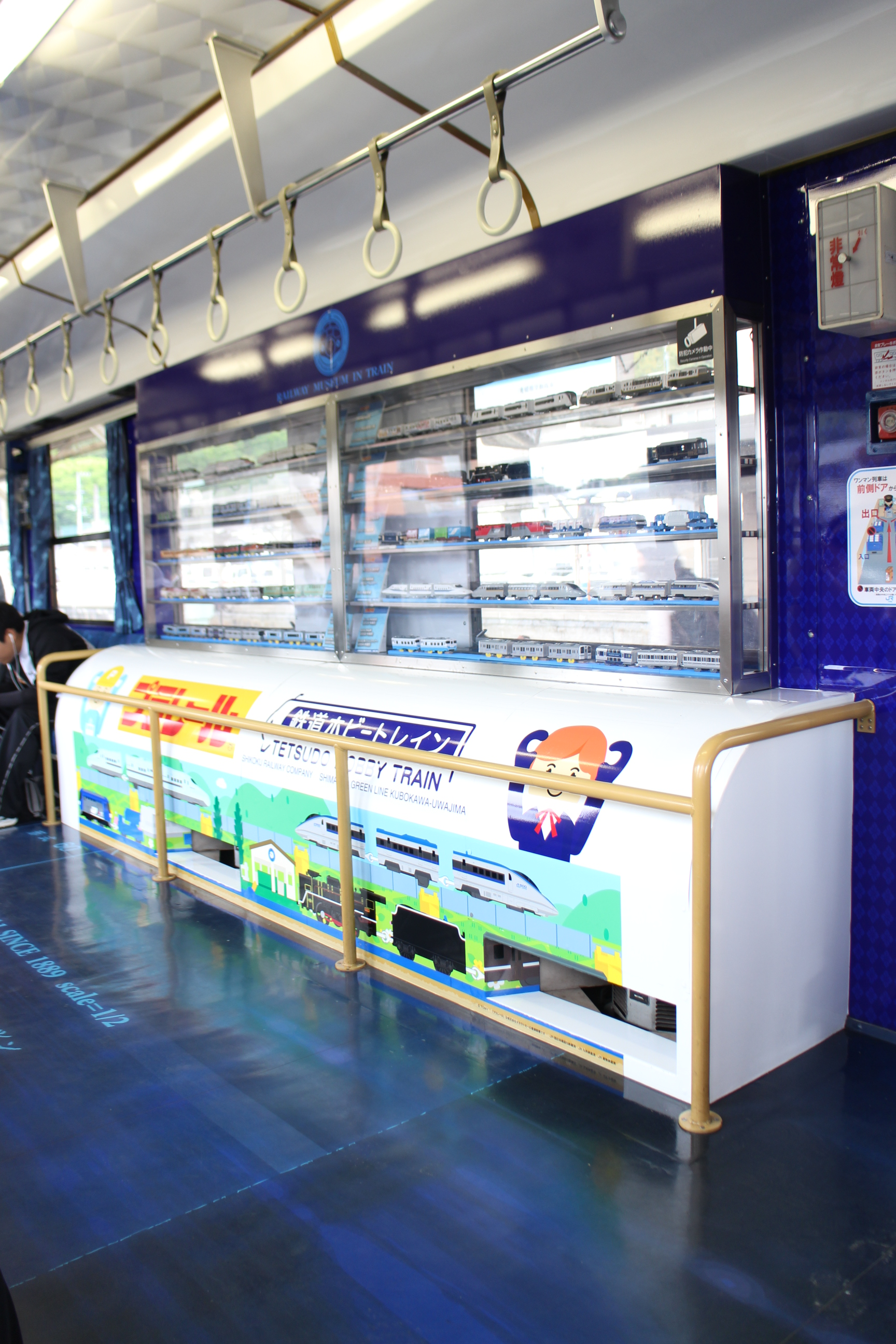
鉄道ホビートレイン 鉄道模型のショーケース
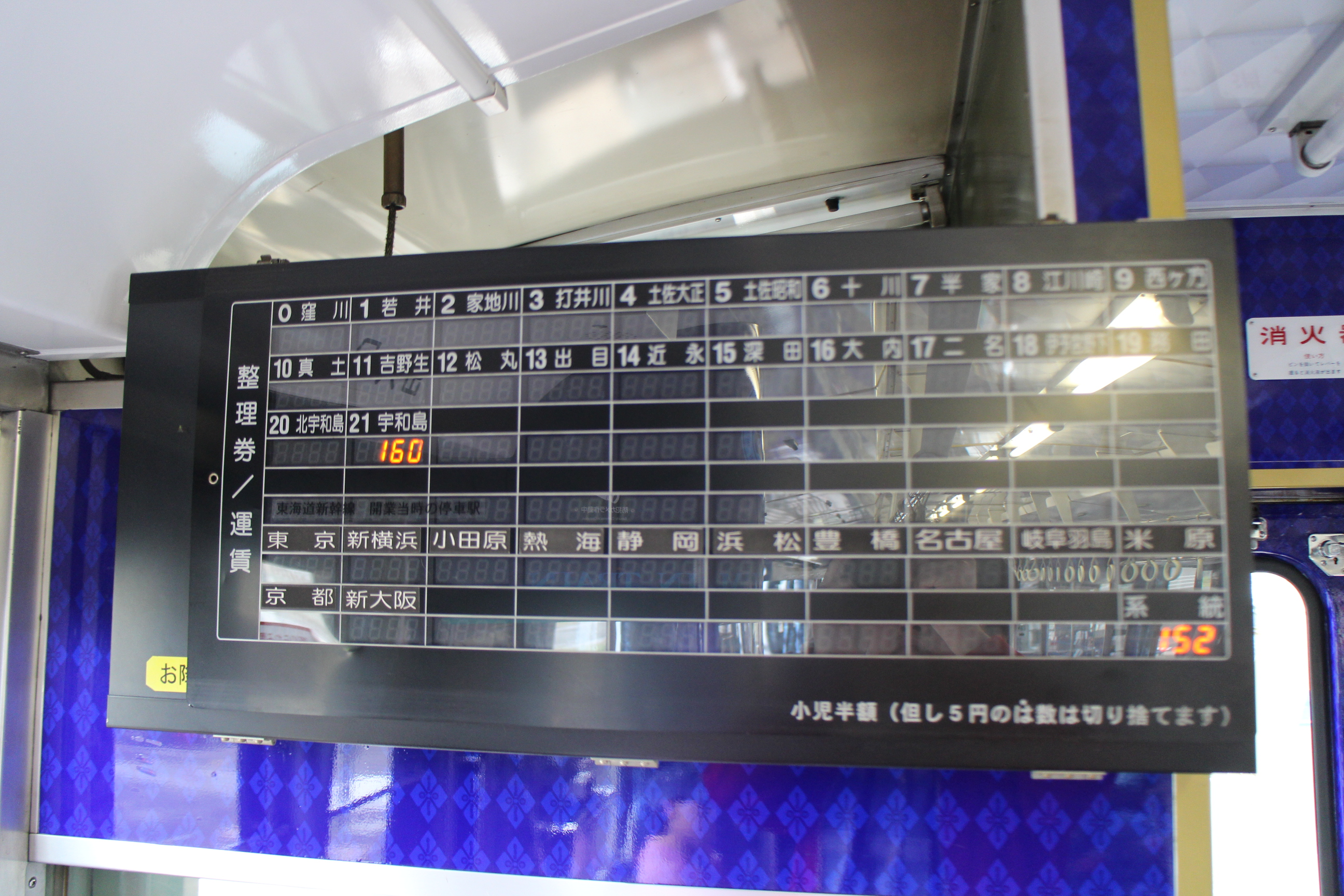
鉄道ホビートレイン 運賃表示器

## キクハ32形
トロッコ列車用として1997年にキクハ32-501が新潟鐵工所で製造され、2003年にはキクハ32-502が増備された。「キクハ」の形式称号が示すように運転室はあるが動力装置を持たない「制御車」である。廃車発生品のDT22形台車を装着し、かつ16 m級の小型車体であるため、便宜上仕様面での類似性の強いキハ32形と同系列として取り扱われることになり、キクハ32形となった。
キクハ32-501は定員61名で、導入当初は緑色塗装であった。運転開始当初は予土線「清流しまんと号」の増便用として登場したため、車体の前面や側面に白地のローマ字で「清流しまんと」や「四国」の文字が入っていた。その後、予土線以外で運用されるようになり、白地のローマ字で「四国」の文字だけに変えている。2020年10月より徳島線で「藍よしのがわトロッコ」を運行開始するに当たり、車体は藍色をベースにしたカラーリングに変更された。
キクハ32-502は501と基本構造は同じだが、眺望を重視して側面と床部に透明ガラスを追加している。塗装も当初は501と同じ緑色塗装で定員52名であったが、2006年のリニューアルで青地にアンパンマンのキャラクターが描かれた「アンパンマントロッコ」となり、同時に定員は48名になった。車内もアンパンマン仕様となっている。2015年に再リニューアルが行われ塗装が変更された。
本形式は前述の通り動力機関を持っていないため、キハ185系と連結して2両で運転される。キハ185-20と26が充当され、この両車は当初キクハ32形に合わせて車体帯色が緑に変更された。キハ185-20はのち「藍よしのがわトロッコ」運行開始に合わせて藍色のカラーリングでラッピングされた。また、キハ185-26は2015年にキクハ32-502のリニューアルに合わせて塗装・車内をアンパンマン仕様としグリーン車扱いとなったため、形式が「キロ185-26」に変更された。
「アンパンマントロッコ」となったキクハ32-502は、東北地方太平洋沖地震（東日本大震災）で被災した東北地方や関東地方の子供たちを支援するため、東日本旅客鉄道（JR東日本）エリアで2012年3月から6月にかけて団体臨時列車として運転されることとなり、同車は耐寒改造が行われた。JR東日本エリアではATSなどの関係で自走による運転は行わず、常磐線ではEF510形500番台が、それ以外の路線はDE10形がそれぞれ牽引して運転された。

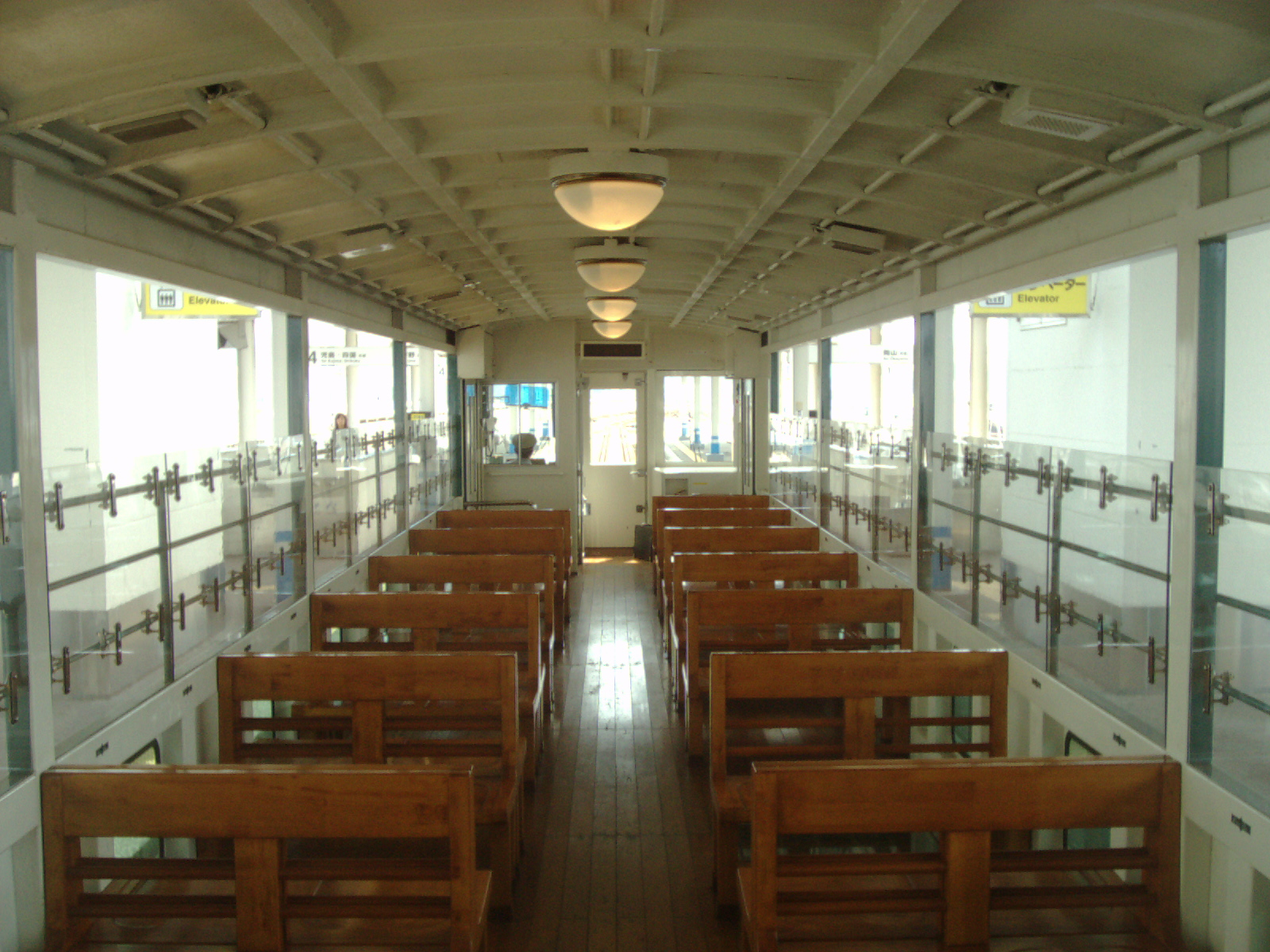
キクハ32形 車内 （2005年8月24日、茶屋町駅）
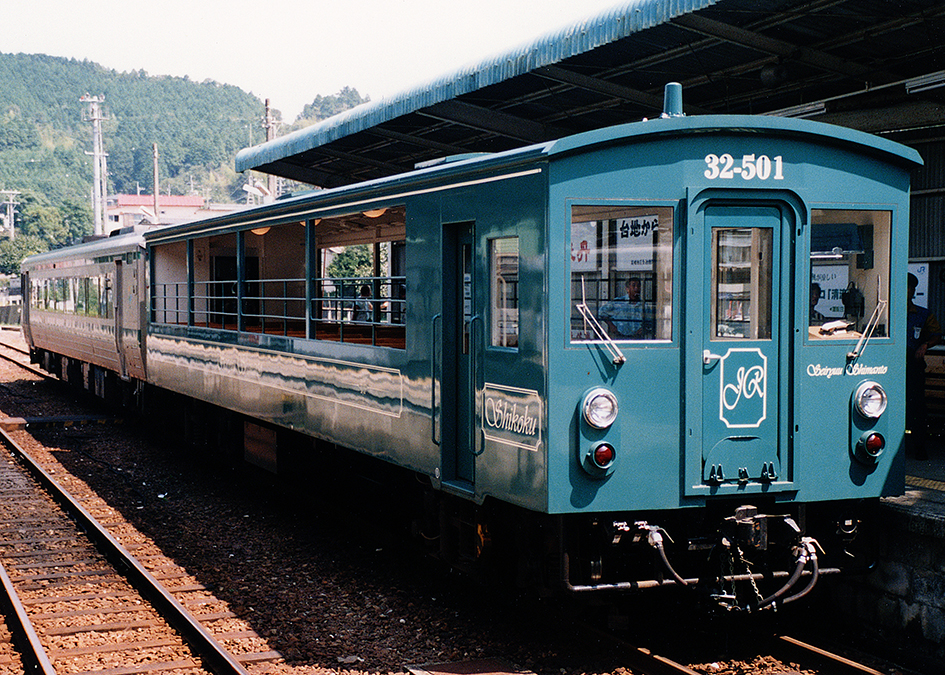
キクハ32 501 （1997年、窪川駅）
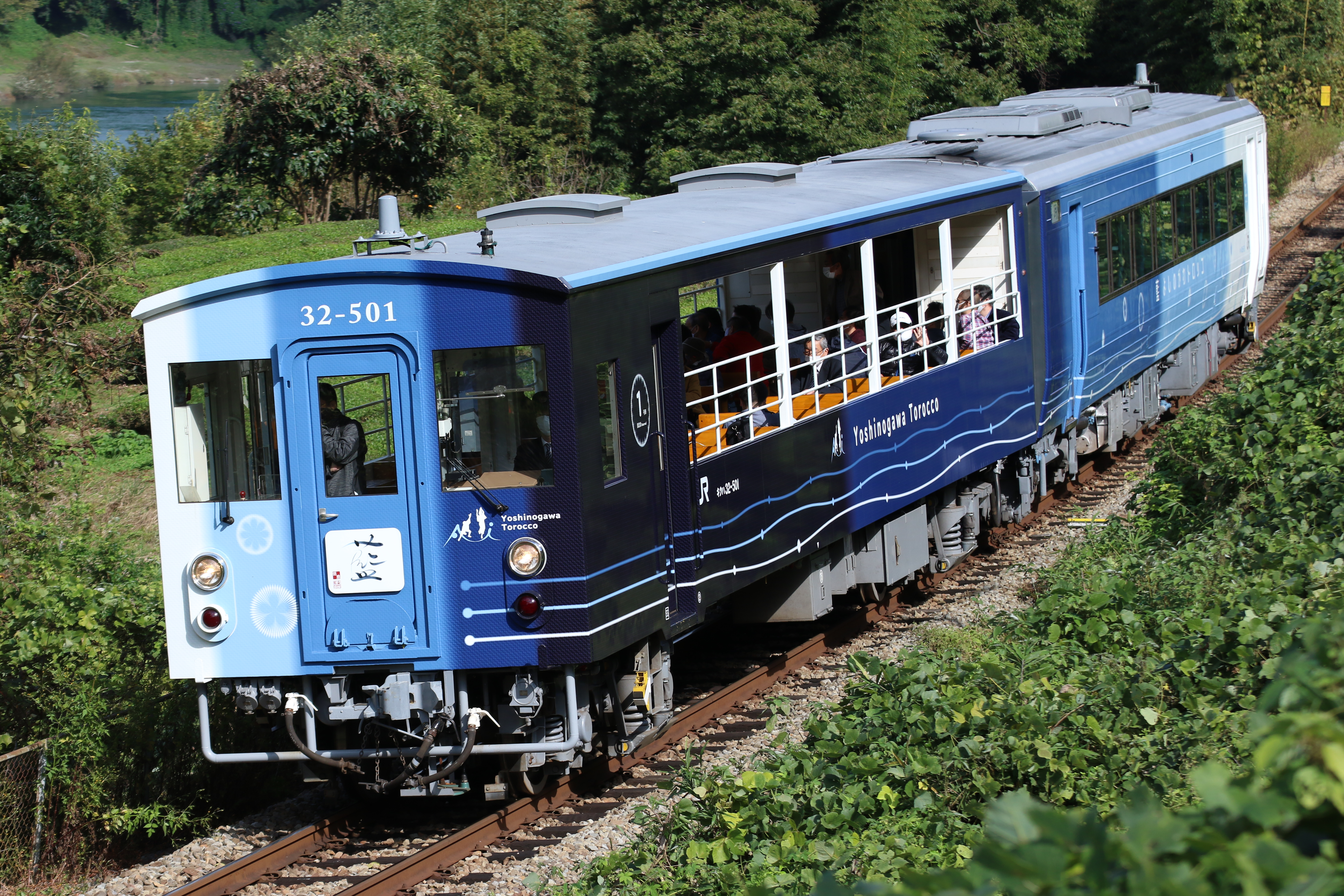
藍よしのがわトロッコ （2020年11月3日）
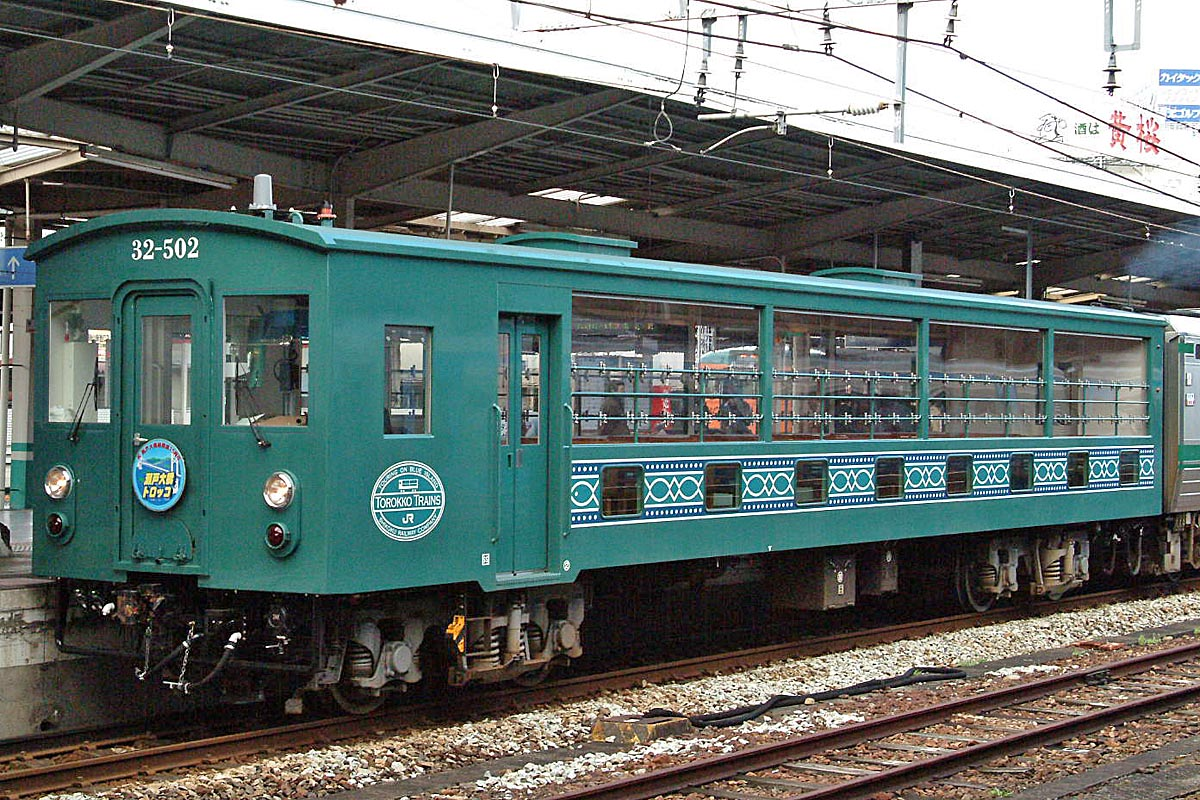
キクハ32 502 （2003年11月23日、岡山駅）
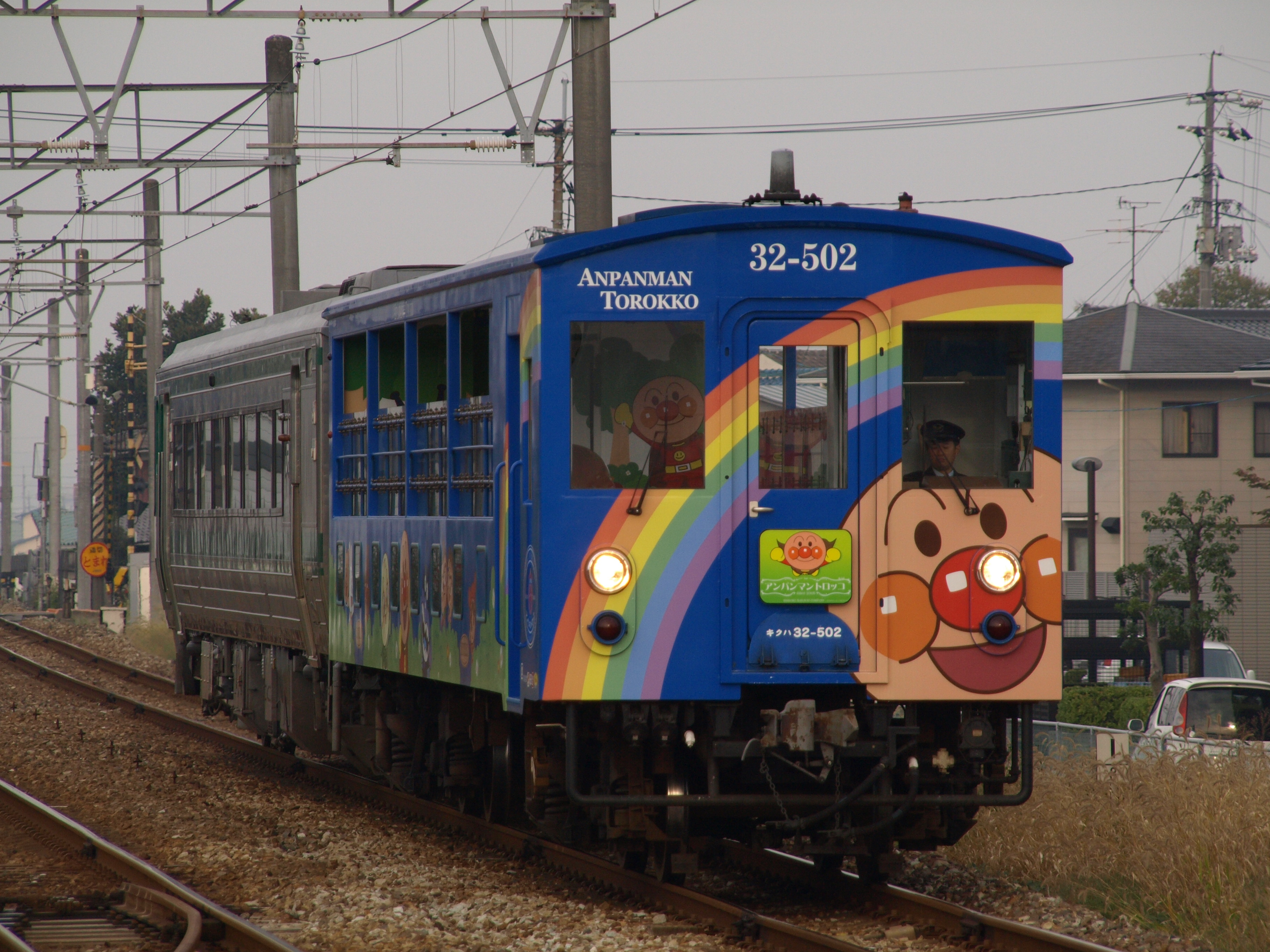
アンパンマントロッコ （2011年11月3日、妹尾駅）
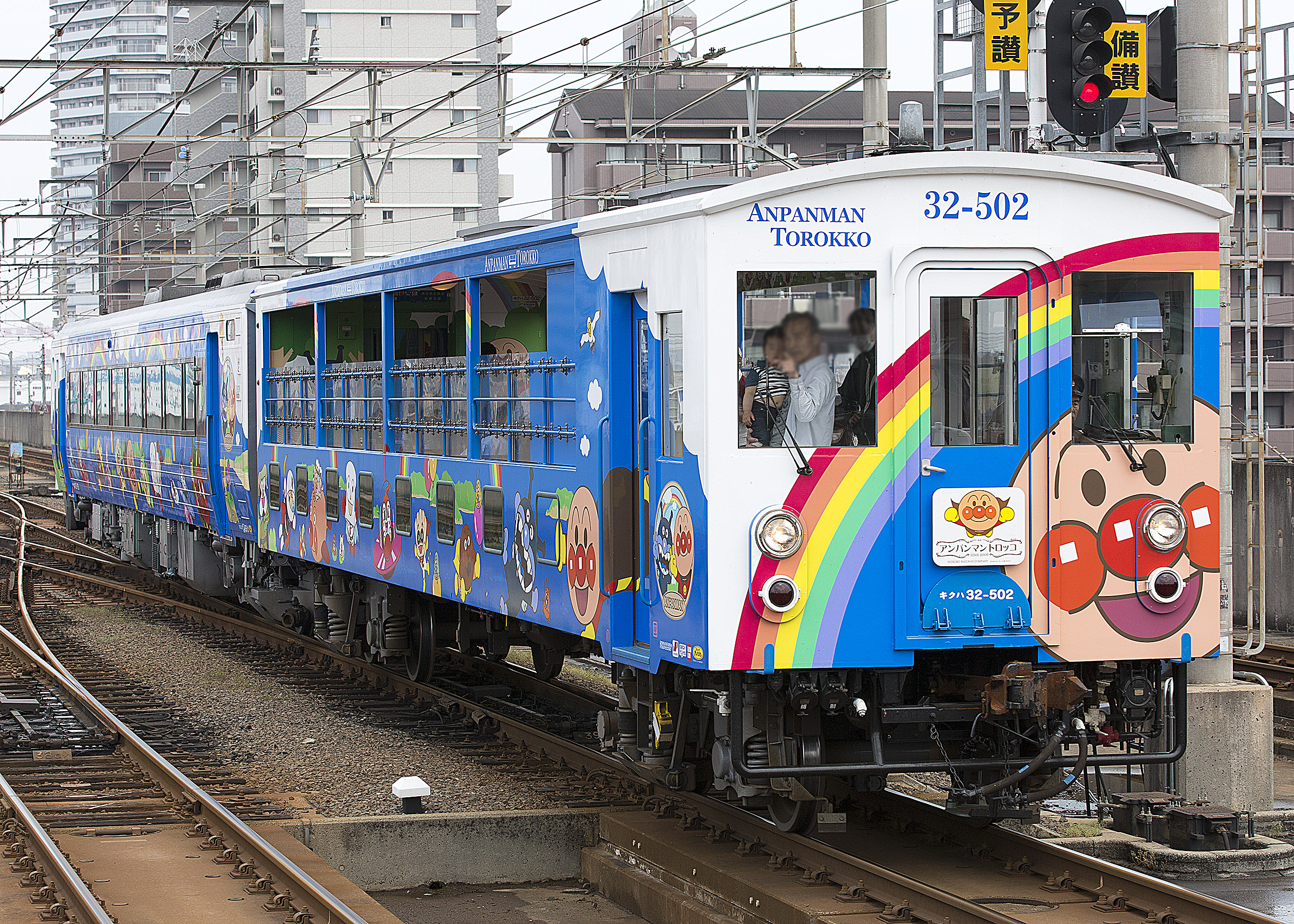
アンパンマントロッコ （2015年5月4日、宇多津駅）